# 나다니엘 아칸드
너새니얼 아캔드(Nathaniel Arcand, 1971년 11월 13일 ~ )는 캐나다의 배우이다.
에드먼턴에서 태어났다.

## 출연 작품

### 영화
- 그레이 올 (1999) - 네드 화이트 베어 역
- Double Frame (2000)
- 파이브 건스 (2001)
- 스피킹 오브 섹스 (2001, Speaking of Sex)
- Dreamkeeper (2003)
- The Lone Ranger (2003)
- 진저 스냅 3 (2004)
- 먹구름 (2004, Black Cloud)
- 엘렉트라 (2005)
- The Unknown (2005)
- 패스파인더 (2007) - 나무에 부는 바람 역
- Two Indians Talking (2010)
- Ok Breathe Auralee (2012) - 랜디 역 (단편)
- 라스트 워리어 (2016, The Northlander)
- 씨너스: 죄인들 (2025, Sinners) - 체이튼 역

### 텔레비전
- 인투 더 웨스트 (2005)